# Echinolampadacea
Ordre
Les Echinolampadacea sont un ordre d'oursins irréguliers.

## Systématique
L'ordre des Echinolampadacea a été créé en 2018 par Nicolás Mongiardino Koch (d), Simon E. Coppard (d), Harilaos A. Lessios (d), Derek Briggs, Rich Mooi (d) et Greg W. Rouse (d).

## Caractéristiques

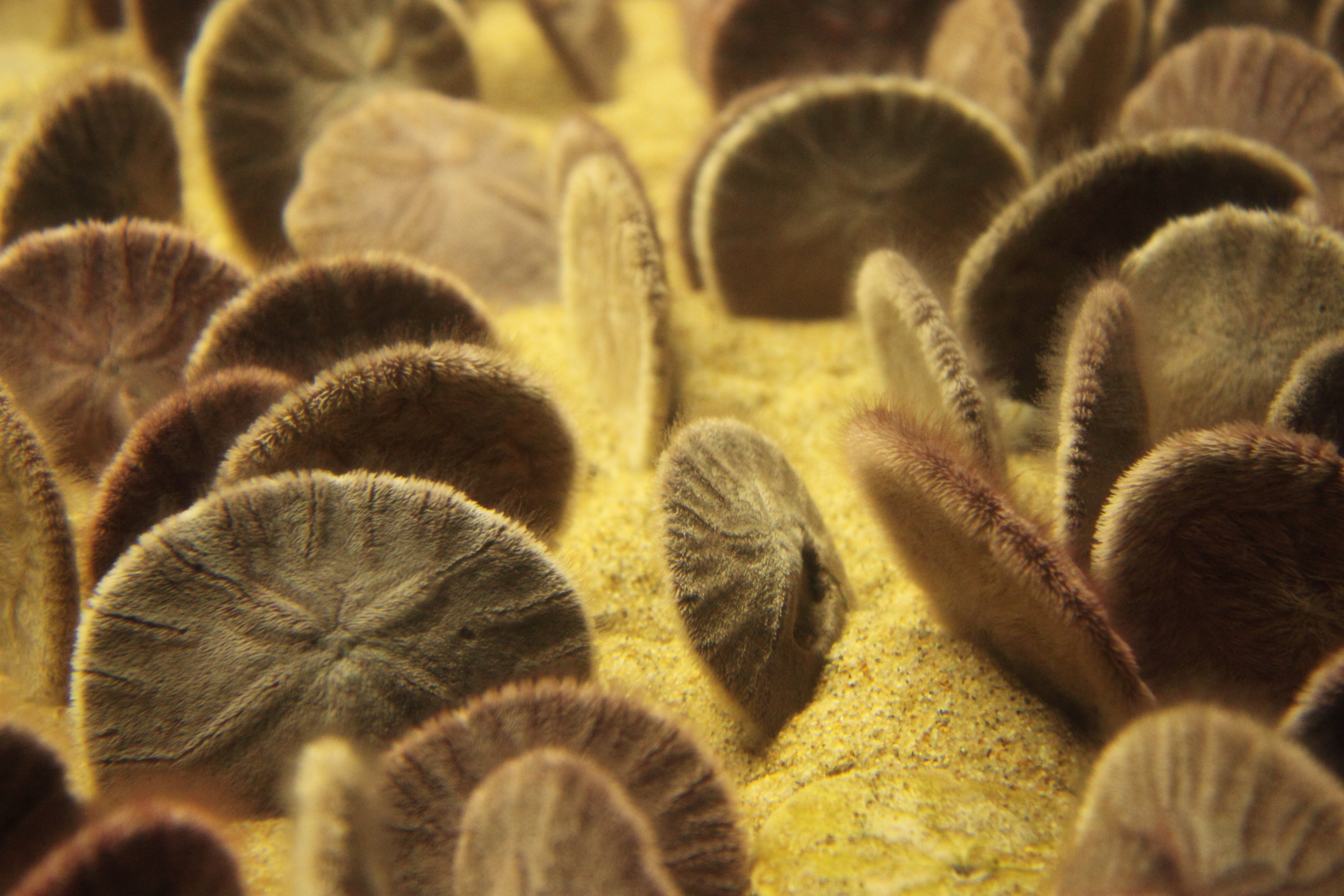
« Dollars des sables » (Dendraster excentricus) vivants au Monterey Bay Aquarium.

Ce sont des oursins irréguliers : ils ne sont pas ronds mais ovoïdes (parfois subpentagonaux) et souvent aplatis (sauf quelques groupes et les espèces minuscules). Leur anus (ainsi que parfois la bouche) s'étant déplacé vers un côté du test pour former un « arrière » (au lieu d'être au sommet de la face aborale), par opposition à un « avant », formant ainsi un axe antéro-postérieur (qui est aussi un sens de locomotion privilégié), assorti d'une symétrie bilatérale. Leur test arbore des ambulacres pétaloïdes larges et arrondis ; le disque apical est très réduit (tétrabasal ou monobasal). Chez certaines familles à la silhouette très aplatie, on observe des perforations naturelles appelées « lunules ». 
Les radioles sont courtes, fines et creuses, transformées en tapis velouté. Le péristome est petit, sans encoches buccales, et abrite un appareil brouteur (Lanterne d'Aristote), souvent en position centrale, contrairement à la plupart des autres irréguliers (à l'exception des Cassidulidae adultes). 

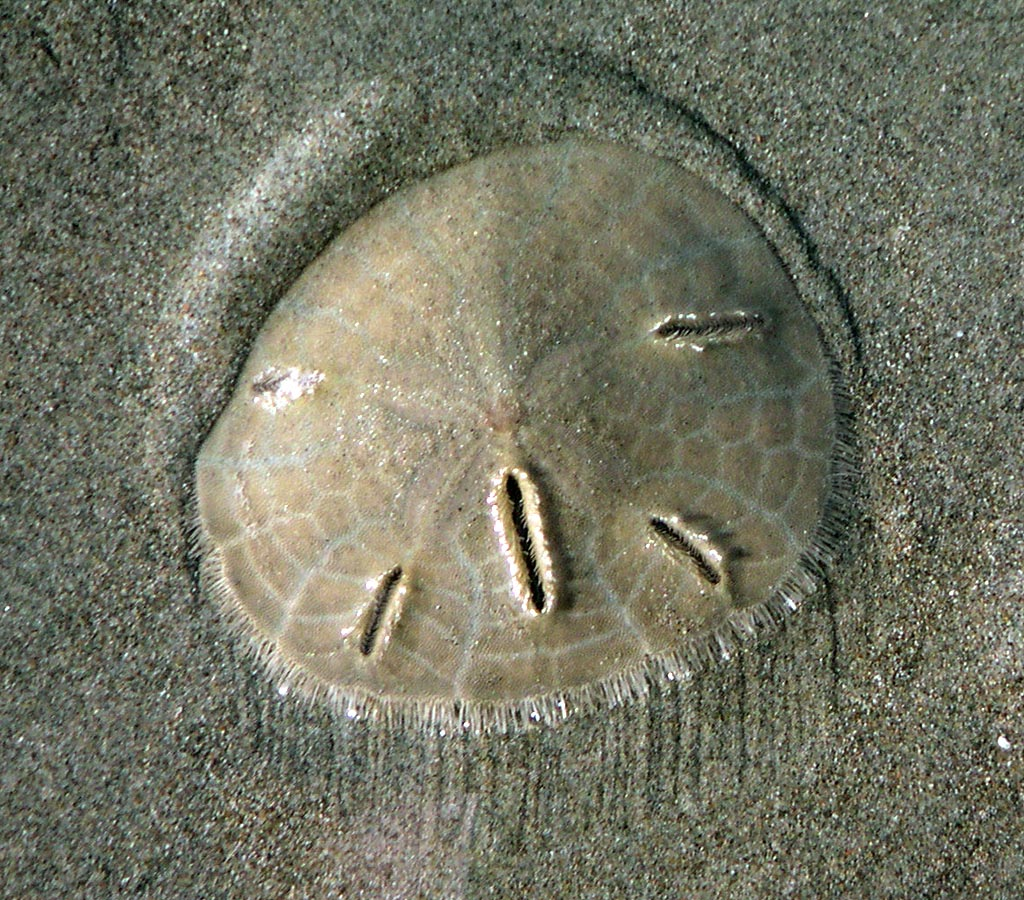
Mellita longifissa.
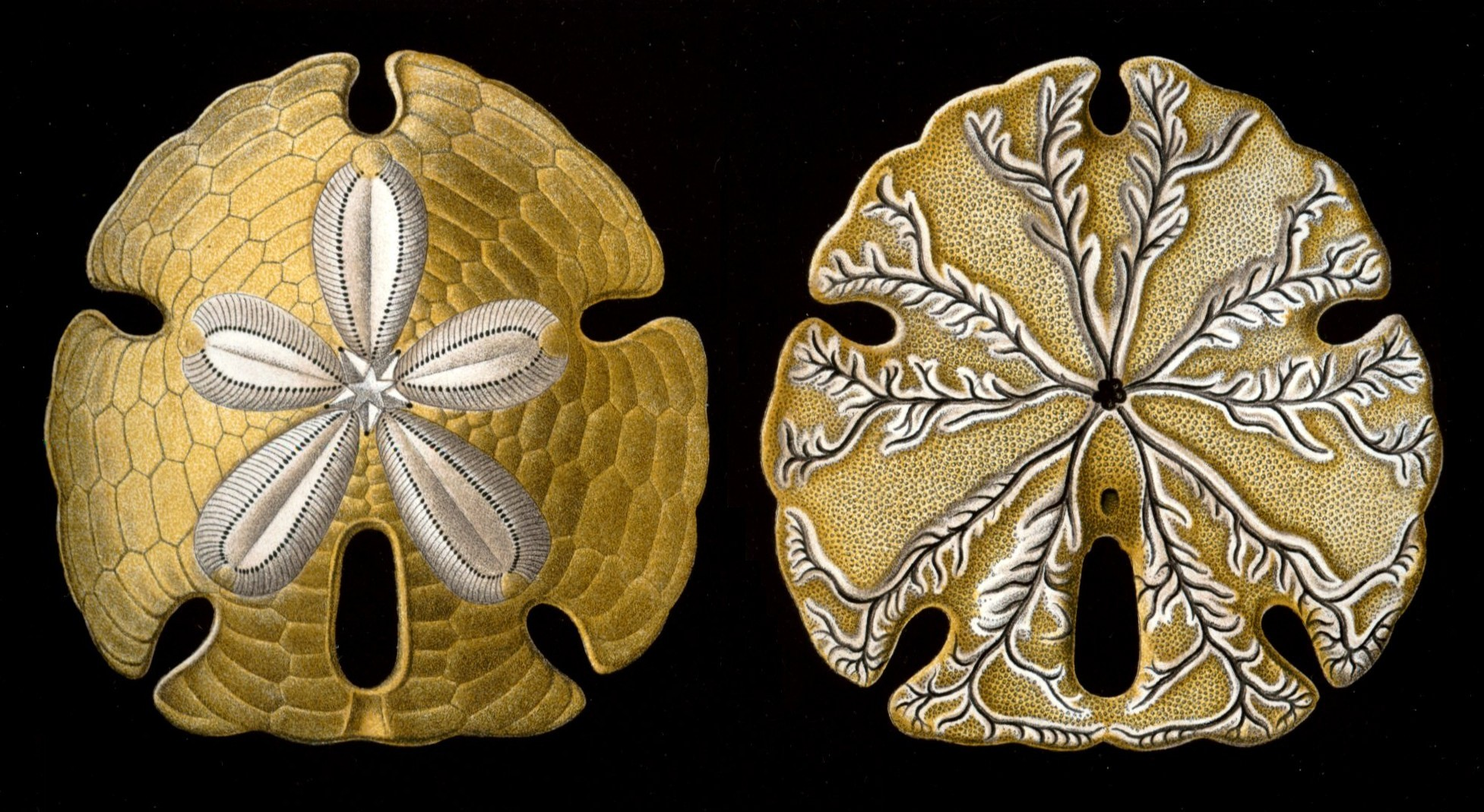
Encope emarginata (face aborale et face orale) dessinée par Ernst Haeckel dans les Formes artistiques de la nature (1904).
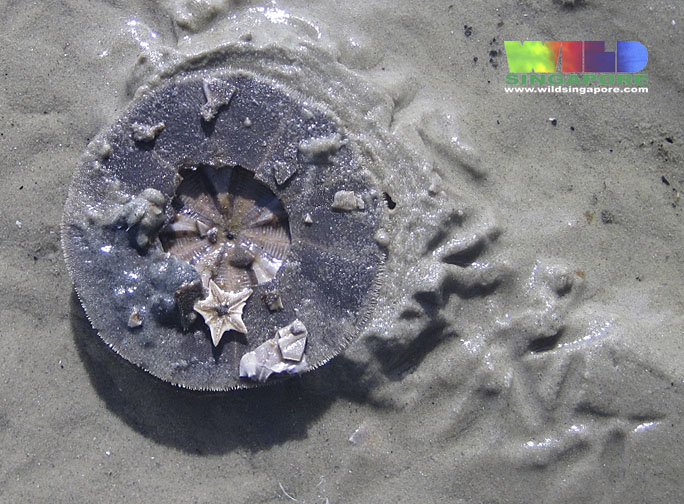
Cet Arachnoides placenta endommagé laisse échapper sa lanterne d'Aristote aplatie, typique des Neognathostomata.

## Écologie et comportement

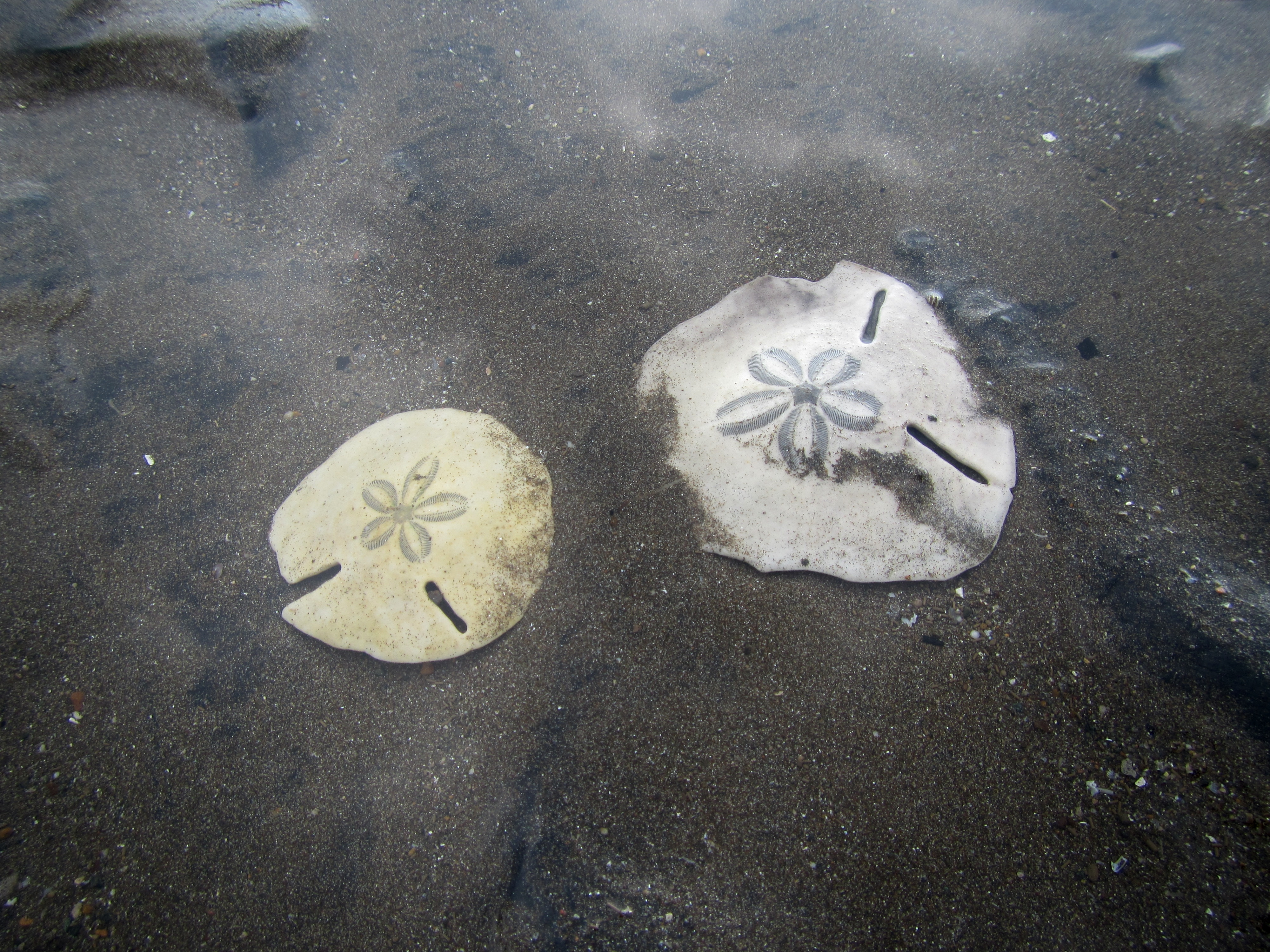
Deux squelettes dEchinodiscus bisperforatus retrouvés sur une plage de Mayotte.

Ces oursins ont un régime sédimentivore : leurs radioles et podia filtrent le sédiment et en acheminent, via des sillons buccaux, les particules nutritives jusqu'à la bouche où les éléments nutritifs seront broyés par la lanterne d'Aristote. Ces oursins vivent plus ou moins enfouis dans le sédiment, que ce soit pour se nourrir ou se protéger de prédateurs.
Ces animaux peuvent parfois atteindre des densités de populations extrêmement importantes là où la nourriture est abondante, et forment une partie significative de la biomasse des grands fonds sablo-vaseux : de par leur régime sédimentivore, ils constituent ainsi des animaux d'une grande importance dans les processus biologiques à l'échelle de la Terre, et sont de grands pourvoyeurs de services écosystémiques.

## Liste des ordres
Selon World Register of Marine Species (30 mars 2022) :

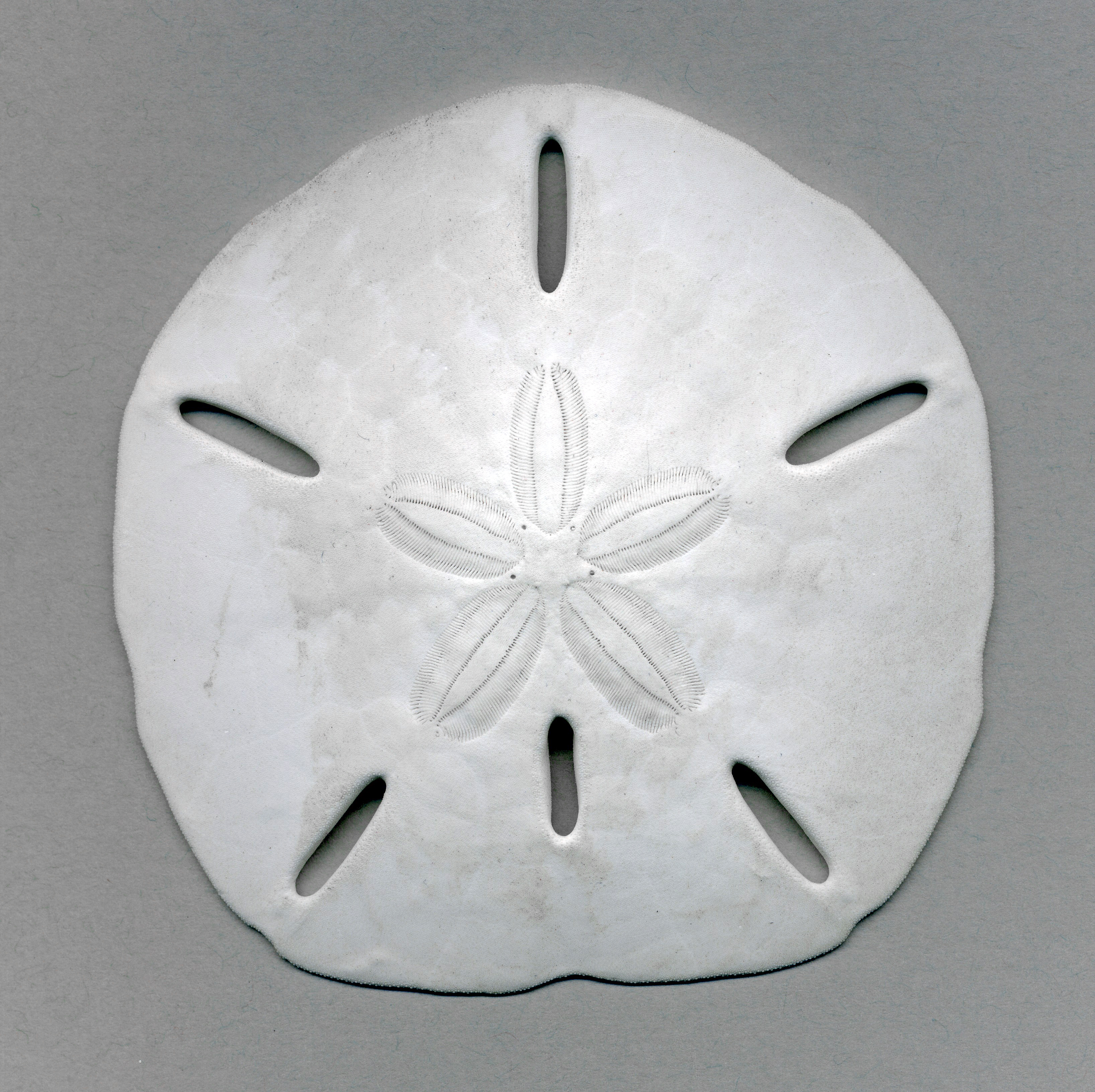
Leodia sexiesperforata, un exemple d'espèce américaine avec de nombreuses lunules.

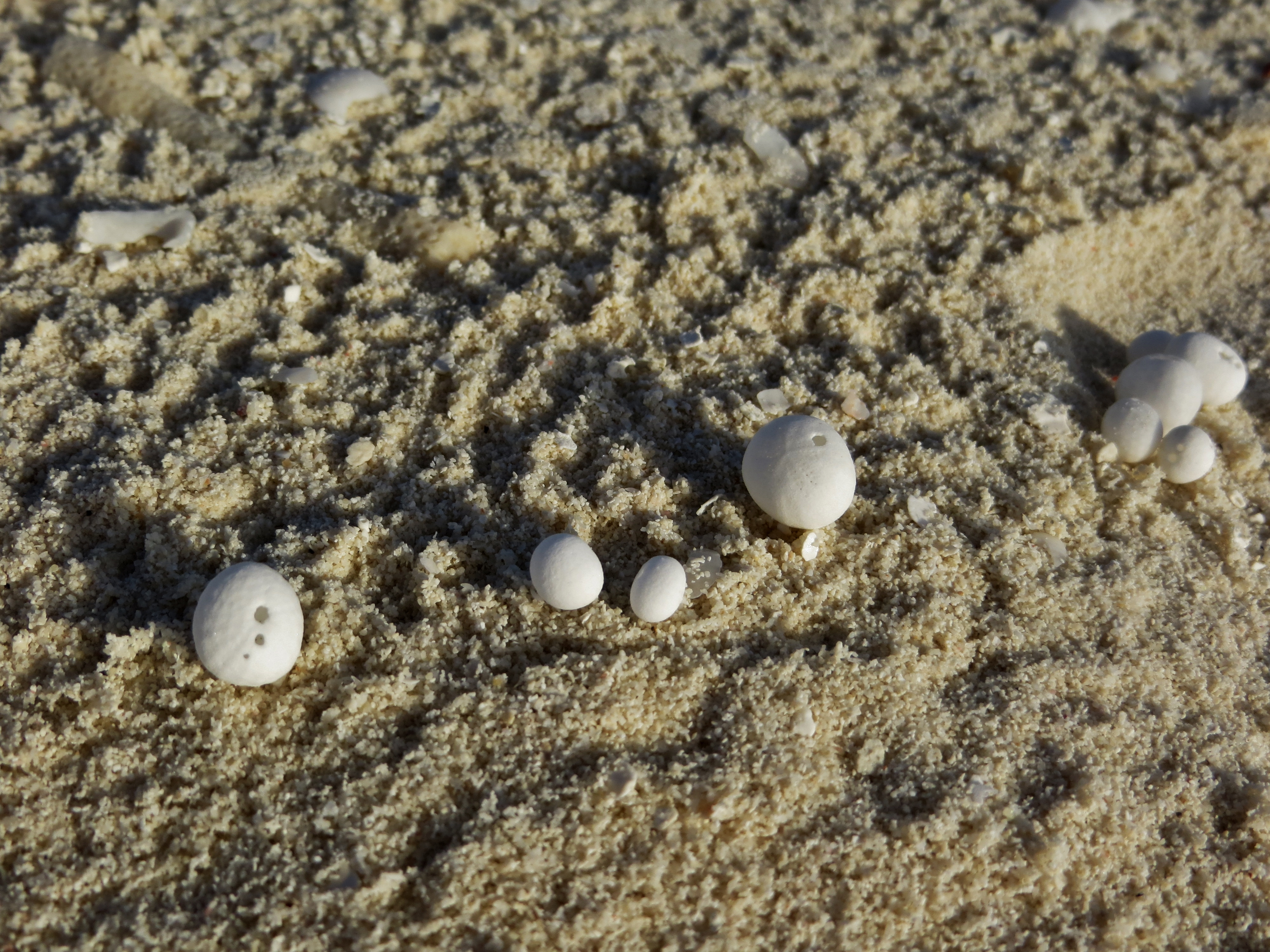
Certaines espèces ne sont pas plus grosses qu'une perle, comme ces Fibularia sp. échoués sur le sable aux Maldives.

- sous-ordre Cassiduloida Claus, 1880
  - Super-famille Cassidulina (Philip, 1963b)
    - famille Cassidulidae (L. Agassiz and Desor, 1847)

  - Super-famille Neolampadina (Philip, 1963b)
    - famille Neolampadidae (Lambert, 1918a)
    - famille Pliolampadidae (Kier, 1962) †

  - genre Kassandrina Souto & Martins, 2018
- sous-ordre Echinolampadoida Kroh & Smith, 2010
  - famille Echinolampadidae Gray, 1851a
- sous-ordre Scutelloida Mongiardino Koch et al., 2018
  - infra-ordre Laganiformes Desor, 1847
    - famille Fibulariidae Gray, 1855
    - famille Laganidae Desor, 1858

  - infra-ordre Scutelliformes Haeckel, 1896
    - famille Echinarachniidae Lambert in Lambert & Thiéry, 1914
    - famille Eoscutellidae Durham, 1955 †
    - famille Protoscutellidae Durham, 1955 †
    - famille Rotulidae Gray, 1855
    - super-famille Scutellidea Gray, 1825
      - famille Abertellidae Durham, 1955 †
      - famille Astriclypeidae Stefanini, 1912
      - famille Dendrasteridae Lambert, 1900
      - famille Mellitidae Stefanini, 1912
      - famille Monophorasteridae Lahille, 1896 †
      - famille Scutasteridae Durham, 1955 †
      - famille Scutellidae Gray, 1825

    - famille Taiwanasteridae Wang, 1984

  - famille Scutellinidae Pomel, 1888a †

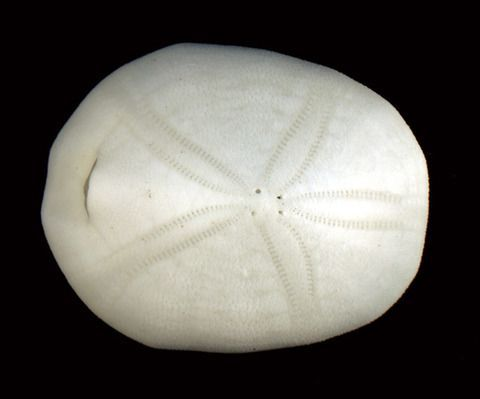
Cassidulus caribaearum (Cassidulidae).
Kassandrina malayana (Cassiduloida non-assigné).
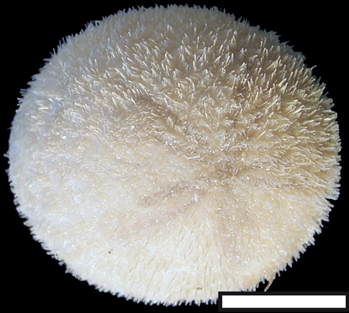
Echinolampas depressa (Echinolampadidae).
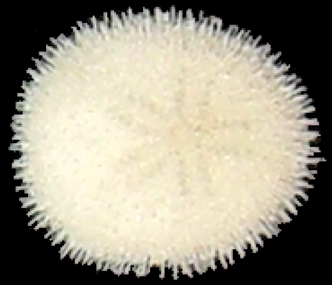
Echinocyamus pusillus (Fibulariidae).
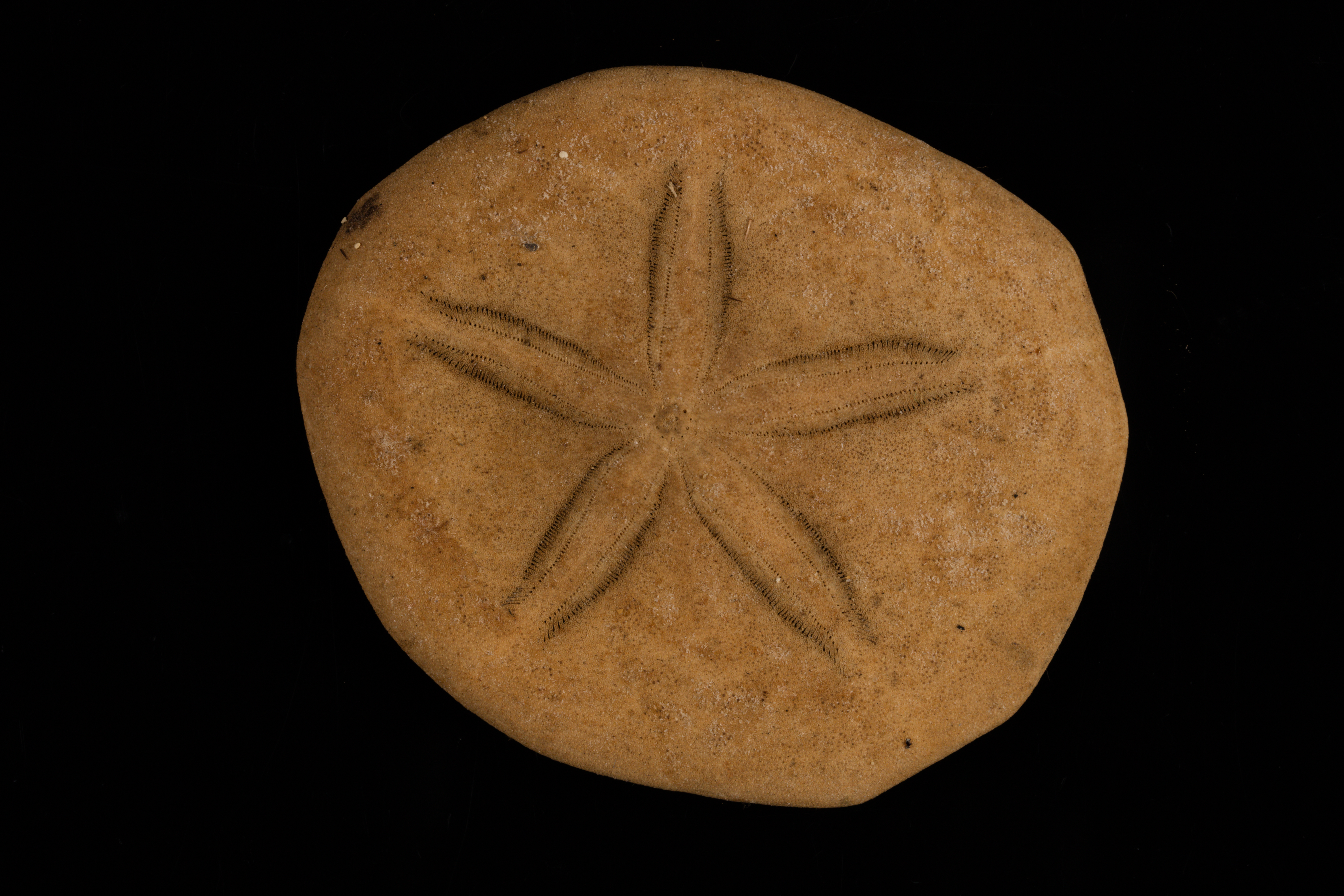
Jacksonaster depressum (Laganidae).
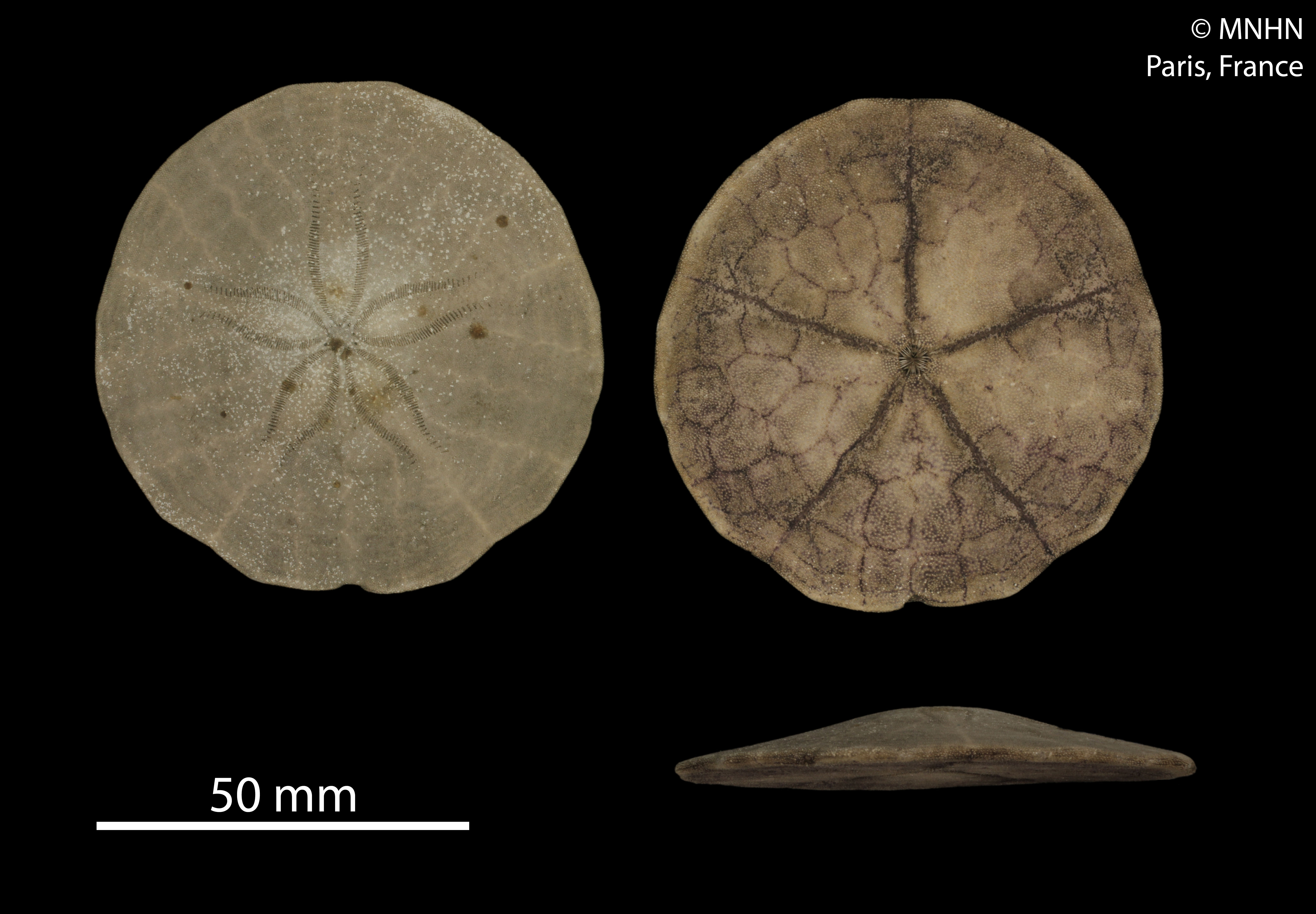
Echinarachnius parma (Echinarachniidae).
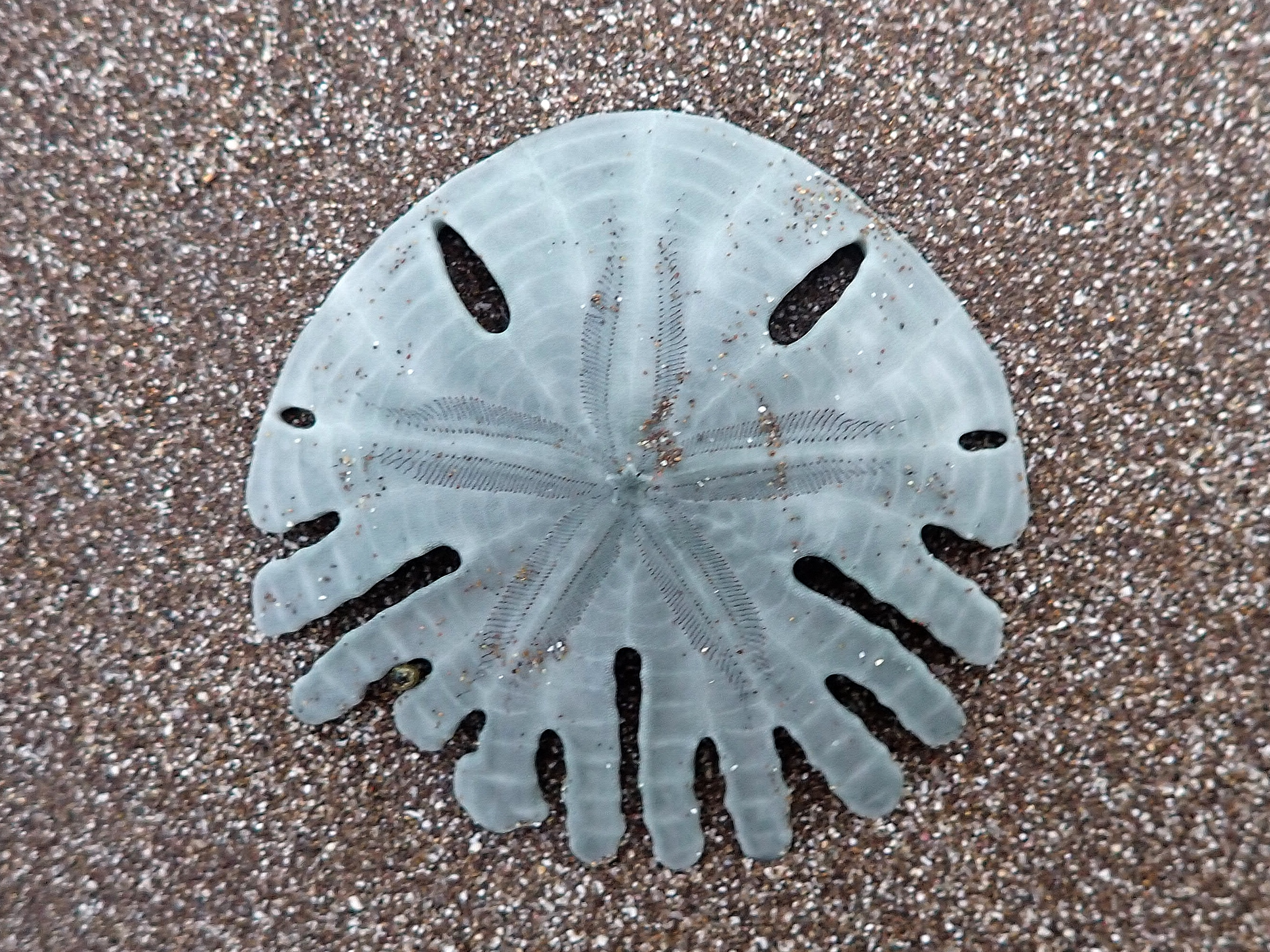
Rotula deciesdigitatus (Rotulidae).
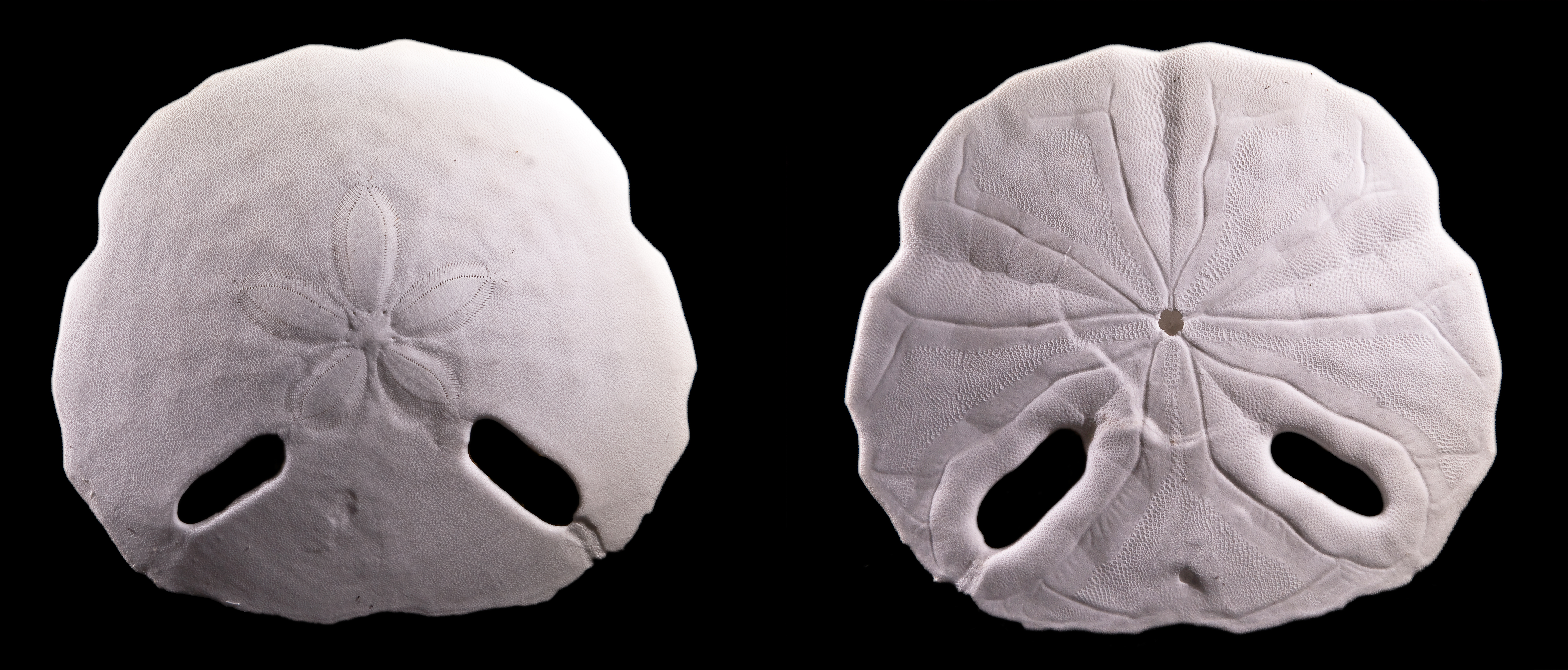
Sculpsitechinus tenuissimus (Astriclypeidae).
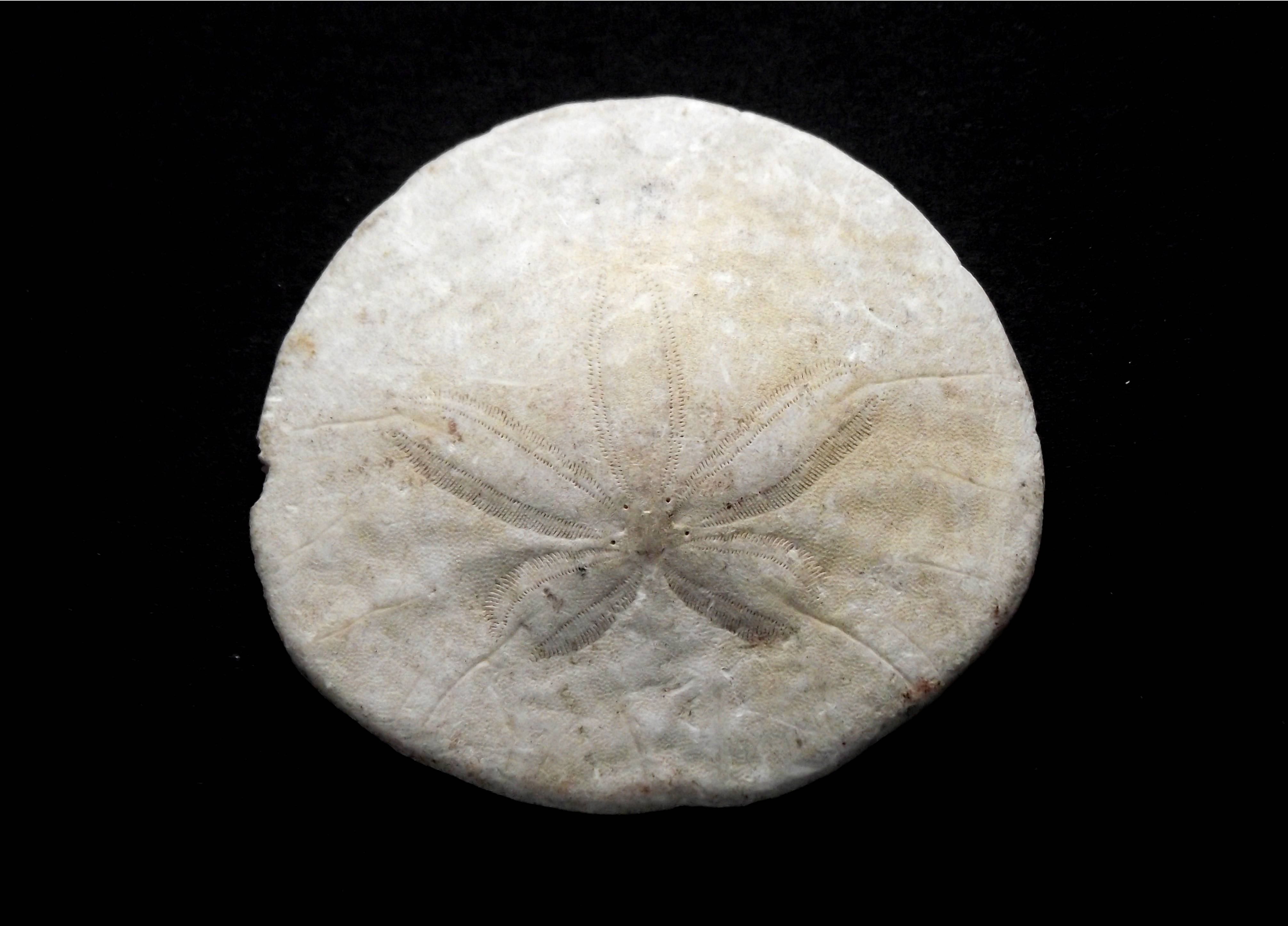
Dendraster excentricus (Dendrasteridae).
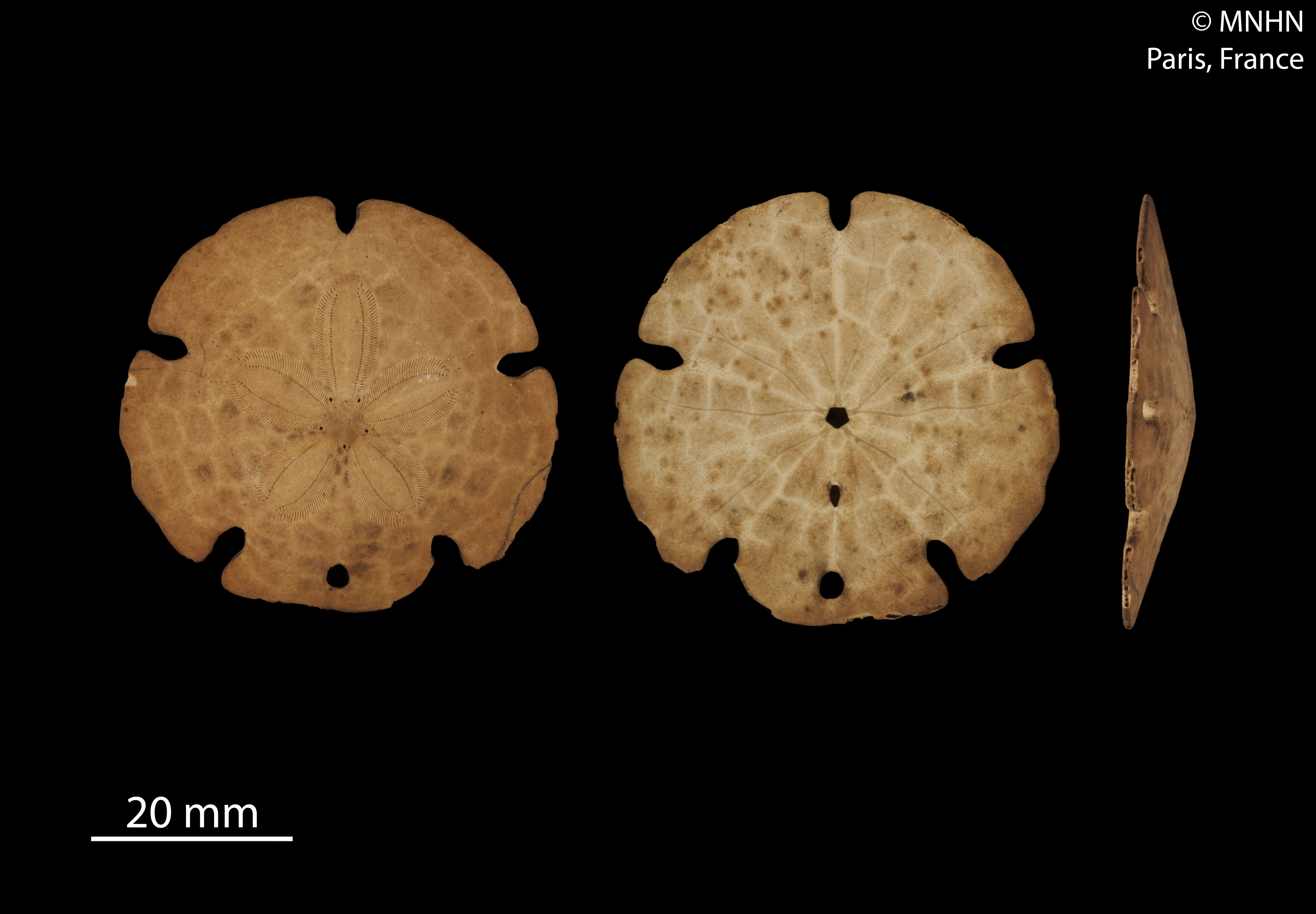
Mellitella stokesii (Mellitidae).
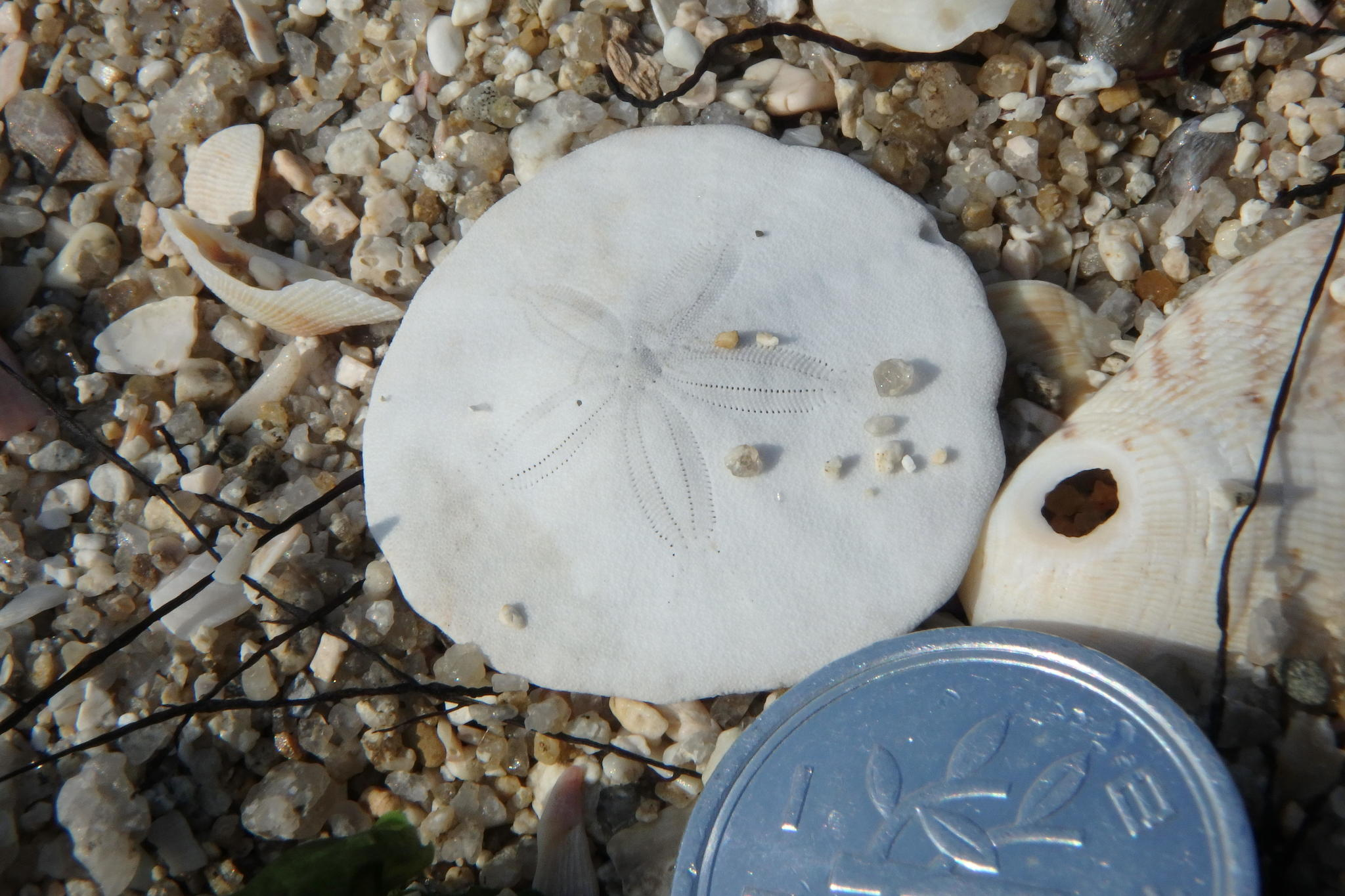
Scaphechinus mirabilis (Scutellidae).

## Publication originale
- (en) Nicolás Mongiardino Koch, Simon E Coppard, Harilaos A. Lessios, Derek E.G. Briggs, Rich Mooi et Greg W. Rouse, « A phylogenomic resolution of the sea urchin tree of life », BMC Evolutionary Biology, BMC et Springer Science+Business Media, vol. 18, no 1,‎ 29 septembre 2018, p. 189 (ISSN 1471-2148, OCLC 47657384, PMID 30545284, PMCID 6293586, DOI 10.1186/S12862-018-1300-4, lire en ligne).